# 457

## Починали
- януари – Маркиан, византийски император